# (171458) Pepaprats
(171458) Pepaprats est un astéroïde de la ceinture principale.

## Description
(171458) Pepaprats est un astéroïde de la ceinture principale. Il fut découvert le 7 octobre 2007 à La Sagra par l'Observatoire astronomique de Majorque. Il présente une orbite caractérisée par un demi-grand axe de 2,33 UA, une excentricité de 0,22 et une inclinaison de 1,9° par rapport à l'écliptique.

## Compléments